# Antonio Benítez Fernández
Antonio Benítez Fernández (ur. 2 czerwca 1951 w Jerez de la Frontera, zm. 19 lutego 2014 tamże) – hiszpański piłkarz występujący na pozycji obrońcy.
W 1977 z zespołem Realu Betis zdobył Puchar Króla. W latach 1974–1977 rozegrał 3 mecze w pierwszej reprezentacji Hiszpanii.